# Heideslak
De heideslak (Helicella itala) is een slakkensoort uit de familie Geomitridae. De wetenschappelijke naam van de soort werd, als Helix itala, in 1758 gepubliceerd door Carl Linnaeus in de tiende editie van Systema naturae. Het is de typesoort van het geslacht Helicella.

## Beschrijving
Het huisje van de heideslak is samengedrukt, bijna schijfvormig. Het meet 5 tot 12 × 9 tot 25 mm. Er worden 5–6 gebogen, regelmatig toenemende windingen gevormd die een platte naad vormen. De brede navel beslaat ongeveer een derde van de totale diameter. De laatste winding is aanvankelijk licht en wordt vanaf de draaias richting de mond sterk verlaagd. De mond is elliptisch en staat schuin ten opzichte van de as van de winding. Normaal gesproken wordt er geen lip gevormd, de rand is nauwelijks gebogen, tamelijk scherp en slechts iets zijdelings en naar beneden verbreed.
Het huisje is witachtig, lichtbruin, geelachtig of zeer licht roodachtig. Het patroon bestaat uit licht- tot donkerbruine spiraalbanden, waarbij het bandenpatroon zeer variabel is. De ondergrond heeft slechts fijne, enigszins onregelmatige groeistrepen. Het zachte lichaam van het dier is geelachtig wit tot bruingeel met iets donkerdere antennes. 

## Verspreiding en leefgebied
De heideslak komt voor op de Britse Eilanden, in Frankrijk, België, Zwitserland, Denemarken, Duitsland, Oostenrijk, Tsjechië en Polen. In Nederland is de heideslak een redelijk zeldzame soort; te vinden op kalkrijke onverstoorde plaatsen in Zuid Limburg of in de kalkrijke duinen. Het is nu ook wijdverspreid in Australië, waar deze soort voor het eerst in 1891 werd ontdekt.
De dieren leven op droge, blootgestelde leefgebieden, zoals bermen en spoordijken, begroeide duinen en rotsachtige puin, en korte kalkgraslanden. In de Alpen en de Pyreneeën komt de soort voor tot 2000 meter boven zeeniveau. De heideslak voedt zich met beschimmelde stoffen en verwelkte plantendelen.

## Levenswijze
De heideslak kan een leeftijd bereiken van 2½ tot 3 jaar. Hij kent geen uitgesproken winterslaap en is zelfs op milde winterdagen actief. Er zijn doorgaans twee broedperiodes: maart/april en eind augustus tot november. In milde winters kan de voortplanting eerder beginnen. Het leggen van eieren vindt plaats 6 tot 22 dagen na de paring. De eieren worden in een zelf gegraven holte in de grond gelegd. Het aantal eieren varieert van 26 tot 68 eieren per legsel. Na het leggen van de eieren wordt de holte niet gesloten. De enigszins elliptische eieren hebben een diameter van 1,2 tot 1,6 mm. Ze zijn witachtig en hebben kalkkristallen ingebed in de schaal. Na ongeveer 28 tot 36 dagen komen de jonge slakken uit als miniatuurvolwassenen. Na een paar dagen verlaten ze de holte waarin de eieren zijn gelegd.